# 類癌

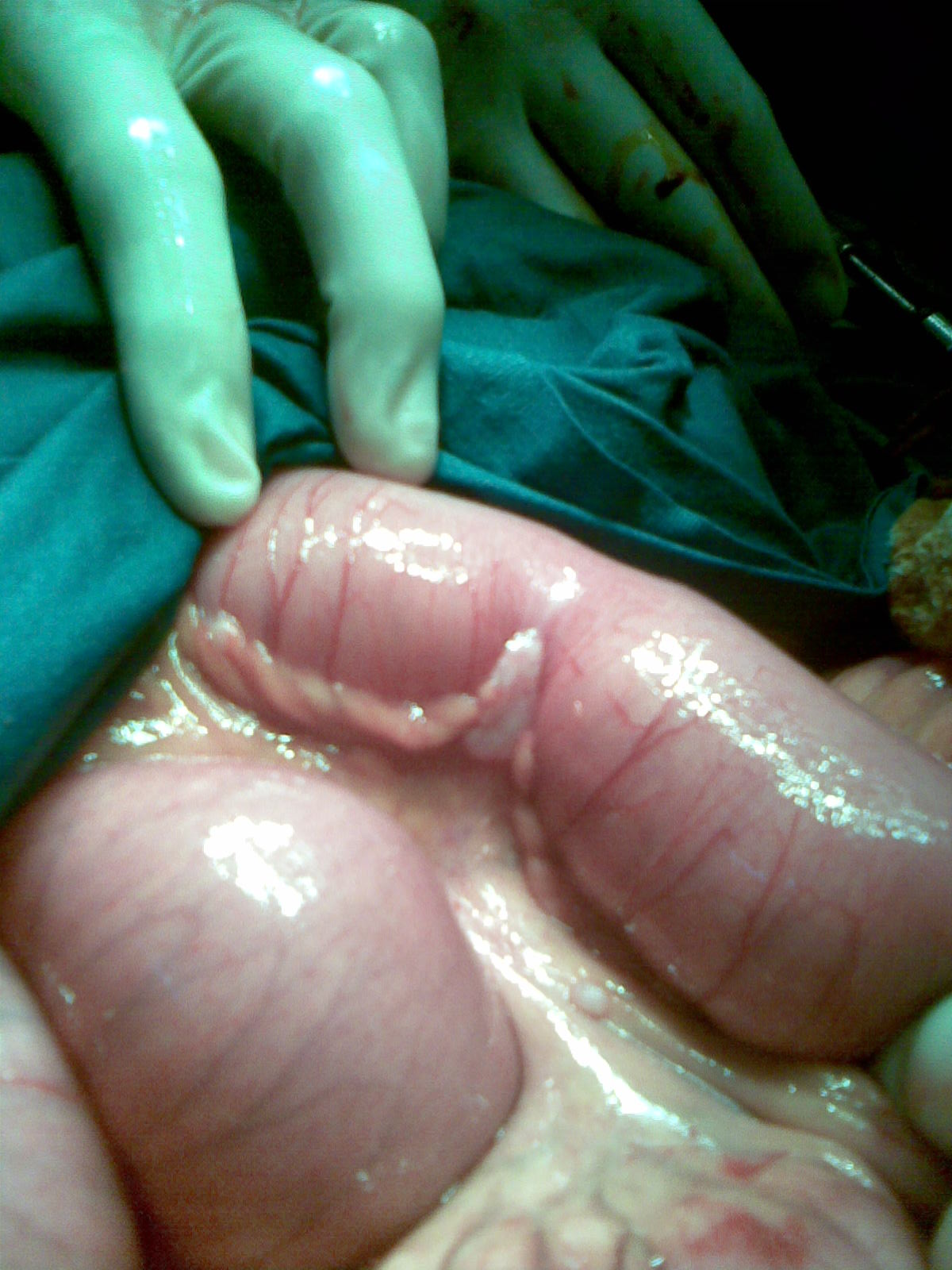
Primary site of a carcinoid cancer of gut

類癌（Carcinoid）為一種成長緩慢的神經內分泌腫瘤，源自於神經內分泌細胞。某些案例則會發生遠端轉移的狀況。中腸（空腸、回肠、阑尾，以及盲肠）發生的類癌與類癌症候群相關。

## 症狀
大多數類癌並不會產生症狀，通常都是因為其他手術才發現。類癌屬於惡性腫瘤。
大約10%的類癌會釋放過量的激素，其中最常見的為血清素（5-HT），過量的血清素會造成下列症狀：
- 潮紅（英语：Flushing (physiology)）
- 腹瀉
- 喘鳴
- 腹絞痛
- 外週性水腫

## 外部連結
- The Neuroendocrine Cancer Awareness Network (NCAN) （页面存档备份，存于）
- Carcinoid Cancer Foundation （页面存档备份，存于）
- European Neuroendocrine Tumor Society （页面存档备份，存于）